# Ryutaro Matsumoto
Ryūtarō Matsumoto, född den 16 januari 1986 i Chiyoda i Gunma prefektur, Japan, är en japansk brottare som tog OS-brons i fjäderviktsbrottning vid de grekisk-romerska OS-brottningstävlingarna 2012 i London.